# Дорошин, Иван Константинович
Ива́н Константи́нович Доро́шин (1896, Петрозаводск — 1981, Ленинград) — российский оперный певец, солист ленинградского Малого оперного театра (бас).
Артист хора, а после окончания Ленинградской консерватории в 1926 году — солист Государственной академической капеллы. В 1929 году перешёл в Малый оперный театр, солистом которого оставался до выхода на пенсию. Участвовал во многих премьерных постановках театра. Кавалер ордена «Знак Почёта».

## Репертуар
- Священник и Гайдук (Нос, 1930)[3]
- Матрос (Фронт и тыл, 1930)
- Малюта (Царская невеста, 1931)
- Ганс Шварц (Мейстерзингеры, 1932)
- Унтер и Дворник (Леди Макбет Мценского уезда, 1934)[4][5]
- Глашатай и Бермята (Снегурочка, 1934)
- Ризничий, Тюремщик и Скиароне (Тоска, 1934)
- Нарумов (Пиковая дама, 1935)
- Пристав (Именины, 1935)[6]
- Пётр и Старик (Тихий Дон, 1935)
- Голицын (Комаринский мужик, 1935)
- Антонио (Свадьба Фигаро, 1936)
- Гремин и Зарецкий (Евгений Онегин, 1937)
- Индеец (Проданная невеста, 1937)
- Фрол (Поднятая целина, 1937)
- Конюший (Кола Брюньон, 1938)[7]
- Комиссар (Чио-Чио-сан, 1938)
- Буровой и Палагин (Мятеж, 1938)[8]
- Полицейский (Мать, 1939)
- Спарафучиле (Риголетто, 1940)
- Фиорелло и Офицер (Севильский цирюльник, 1940)
- Беппо (Паяцы, 1941, в эвакуации в Чкалове)[9][10]
- Полкан (Золотой петушок, 1943)
- Бенуа (Богема, 1948)
- Доктор (Травиата, 1951)
- Креспель (Сказки Гофмана)
- Полицейский (Джонни)